# Moral of the Story
Moral of the Story is een nummer van de Amerikaanse zangeres Ashe uit 2020. Het is de eerste single van haar debuut-EP Moral of the Story: Chapter 1 en haar debuutalbum Ashlyn.
Met "Moral of the Story" neemt Ashe afscheid van een vroegere relatie. Het nummer werd in een aantal landen een hit, mede doordat het gebruikt werd in de Netflix-film To All the Boys: P.S. I Still Love You. In de Amerikaanse Billboard Hot 100 flopte de plaat echter met een 71e positie. Succesvoller was het in het Nederlandse taalgebied, met in Nederland een 9e positie in de Tipparade en in Vlaanderen een 4e positie in de Tipparade.